# Alberta Highway 2A
Der Alberta Highway 2A ist keine durchgehende Strecke, sondern eine Gruppe von mehreren verschiedenen Ausweichstrecken zum Alberta Highway 2.